# Presence of Mind
Presence of Mind é o álbum de estreia da banda sueca de rock melódico Alyson Avenue, lançado em 9 de novembro de 2000 através da gravadora AOR Heaven.

## Antecedentes
Após a formação da banda, com a entrada da cantora Anette Olzon (que assinava como Anette Blyckert na época), a sonoridade do grupo tornou-se mais voltada aos seus vocais femininos, juntamente com o estilo característico do rock melódico de outras bandas suecas como Europe e Treat.
Eles ainda lançaram um single intitulado "We Can Clean the Air" em 1997, antes de gravarem duas demos em 1999, das quais conseguiram um retorno da revista belga Rock Report, bem como um contrato com a gravadora AOR Heaven.

## Produção
Desfrutando de um contrato com a nova gravadora, a banda gravou as 11 faixas que compõe o álbum ao longo do ano de 1999 no estúdio Rocky Road em Bjuv, Suécia. Embora Jarmo Piiroinen seja creditado como o guitarrista oficial do disco, os músicos Tony Rohtla, Patrik Svärd e Christofer Dahlman também executaram as guitarras em diferentes faixas e foram creditados como "músicos adicionais". Alguns backing vocals masculinos no álbum foram performados pelo cantor sueco Mikael Andersson.

## Lançamento e recepção da crítica
O lançamento do álbum finalmente ocorreu no final de 2000, e recebeu críticas positivas acima das expectativas dos membros da banda, tal como uma ótima resenha na revista nipônica Burrn!, que proporcionou uma maior vendagem do disco no Japão.
Devido à repercussão da contratação de Anette na banda finlandesa de metal sinfônico Nightwish em 2007, e o interesse do público e mídia em relação ao passado de sua carreira, a banda optou por relançar Presence of Mind e o seu sucessor Omega em 2009, com algumas faixas bônus através da gravadora Yesterrock. Uma nova versão da faixa "Without Your Love" também foi disponibilizada em 11 de dezembro de 2015, como comemoração ao aniversário de 15 anos do disco.

## Lista de faixas
Todas as faixas escritas e compostas por Niclas Olsson. 
| N.º            | Título                              | Duração |  |
| 1.             | "Free Like the Wind"                | 3:30    |  |
| 2.             | "Every Now & Then"                  | 3:52    |  |
| 3.             | "Lost & Lonely"                     | 4:24    |  |
| 4.             | "Tell Me You Love Me (or Leave Me)" | 5:42    |  |
| 5.             | "One Desperate Heart"               | 3:36    |  |
| 6.             | "Call Out My Name"                  | 3:56    |  |
| 7.             | "Walk Away"                         | 3:22    |  |
| 8.             | "It's in Your Eyes"                 | 4:24    |  |
| 9.             | "Without Your Love"                 | 4:05    |  |
| 10.            | "All This Time"                     | 4:44    |  |
| 11.            | "One Touch"                         | 4:17    |  |
| Duração total: | Duração total:                      | 45:52   |  |

## Créditos
Os créditos foram adaptados do encarte do álbum Presence of Mind.
Banda
- Niclas Olsson – teclado, vocal de apoio
- Thomas Löyskä – baixo, violão
- Anette Blyckert – vocais
- Roger Landin – bateria
- Jarmo Piironen – guitarra, engenharia

Músicos convidados
- Christofer Dahlman – guitarra (2, 10)
- Mikael Andersson – vocal de apoio (2, 6)
- Patrick Svärd – guitarra (1, 4, 6)
- Tony Rothla – guitarra (3, 7, 8, 11)

Equipe técnica
- Jörgen Bengtsson - layout, arte da capa